# Паскуалино ди Никколо
Паскуалино ди Никколо, также Паскуалино Венето, Пасквалино Венециано или Паскуалино Ламбертус (итал. Pasqualino di Niccolò, Pasqualino Veneto o Pasqualino da Venezia; 1463, Венеция — 6 декабря 1504, Венеция) — итальянский живописец периода кватроченто эпохи Возрождения венецианской школы. За сходство его работ с произведениями Джованни Беллини его называли «имитатором Беллини» (Imitatore di Bellini).

## Биография
Происхождение Паскуалино ди Никколо в точности неизвестно, возможно, он был сыном венецианского живописца Франческо де Паскуалин Ламберто (Francesco de Pasqualin Lamberto), который дважды упоминается в Венеции между 1549 и 1564 годами, поэтому его также именовали «Lambertus».
Между 1485 и 1490 годами Паскуалино учился в мастерской Джованни Беллини. На основе иконографии картин Паскуалино следует вывод, что он был близок Чиме да Конельяно, который в конце 1480-х годов имел живописную мастерскую в Венеции. Отмечается также, что творчество Паскуалино схоже по стилю живописи с произведениями ещё одного венецианца — Винченцо Катены.
По сравнению с Беллини картины Паскуалино отличаются более строгой артикуляцией объёмов и жёсткими контурами, а также более детальной прорисовкой пейзажа дальнего плана. Мадонна из Музея Коррер — самая ранняя из его известных картин, датированная и подписанная 1504 годом. Художник не успел закончить работу, когда умер в декабре 1504 года. Заказ принял Тициан, который завершил картину только в 1538 году.
Живописцем был и сын художника — Франческо Паскуалино.

## Галерея

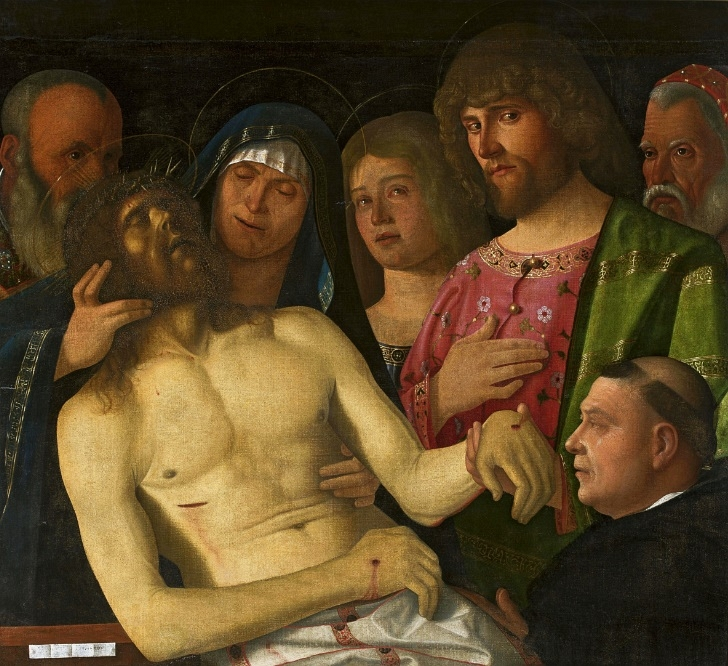
Пьета (Оплакивание Христа). 1490-е. Холст, масло. Национальный музей, Варшава
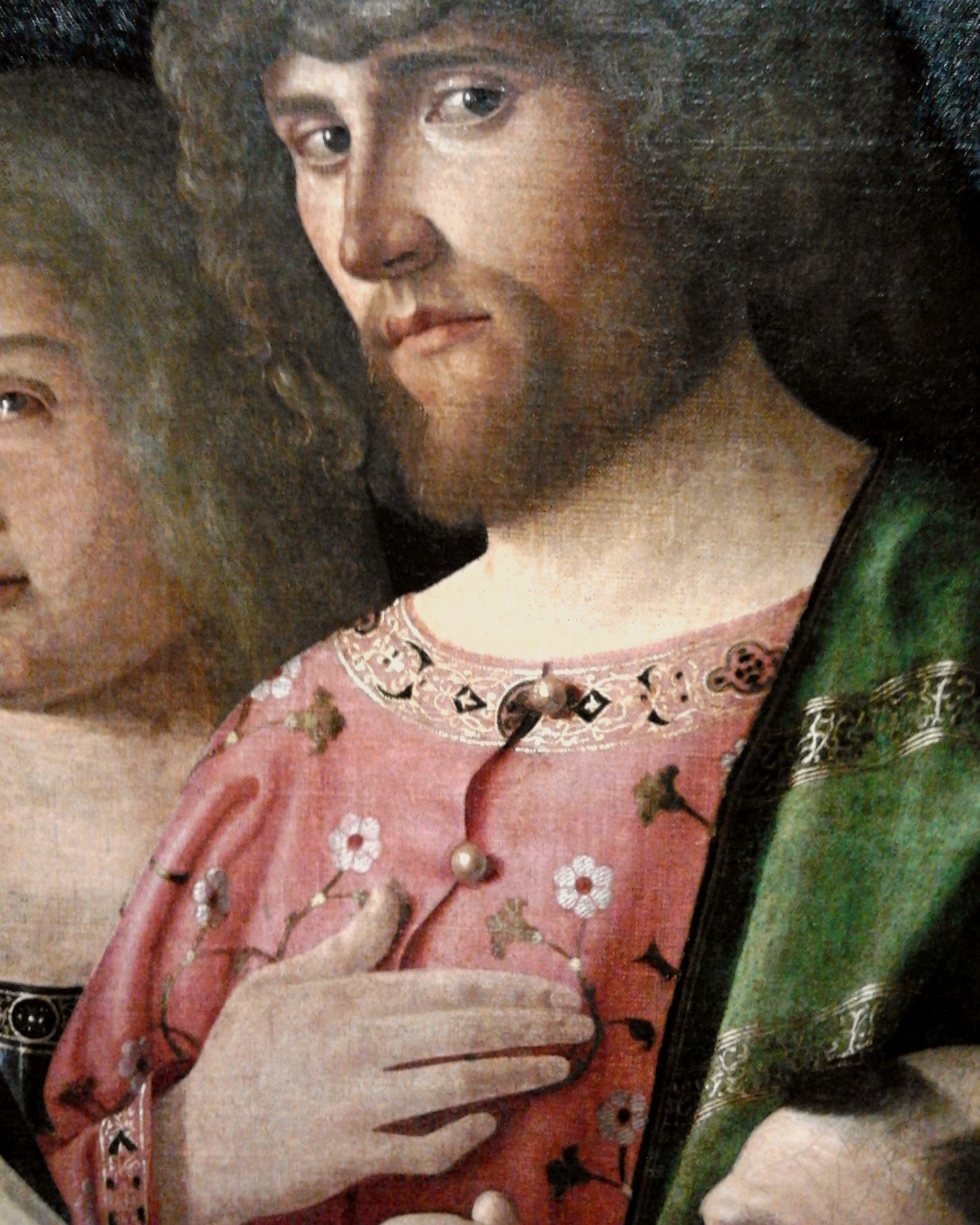
Деталь картины
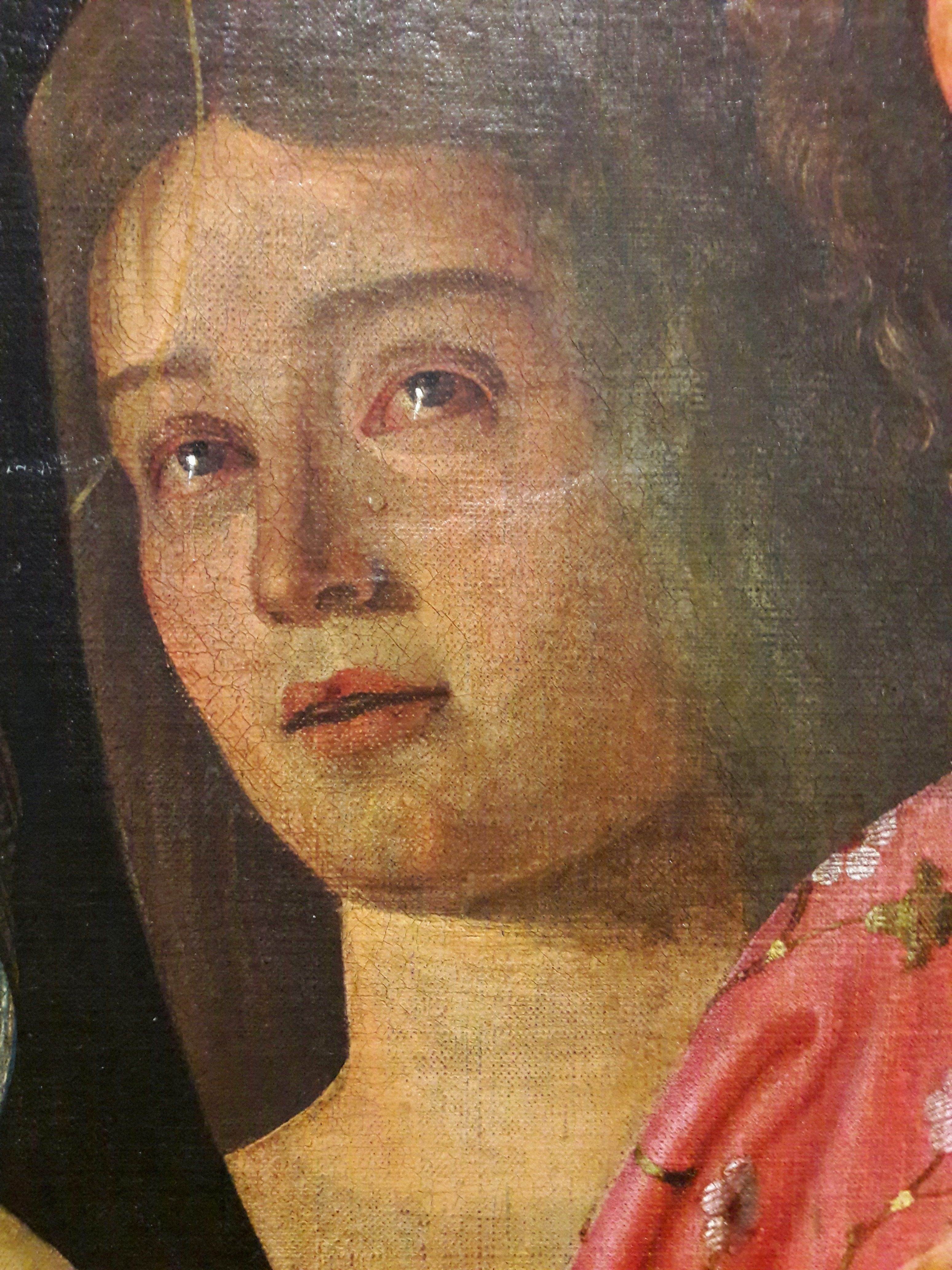
Деталь картины
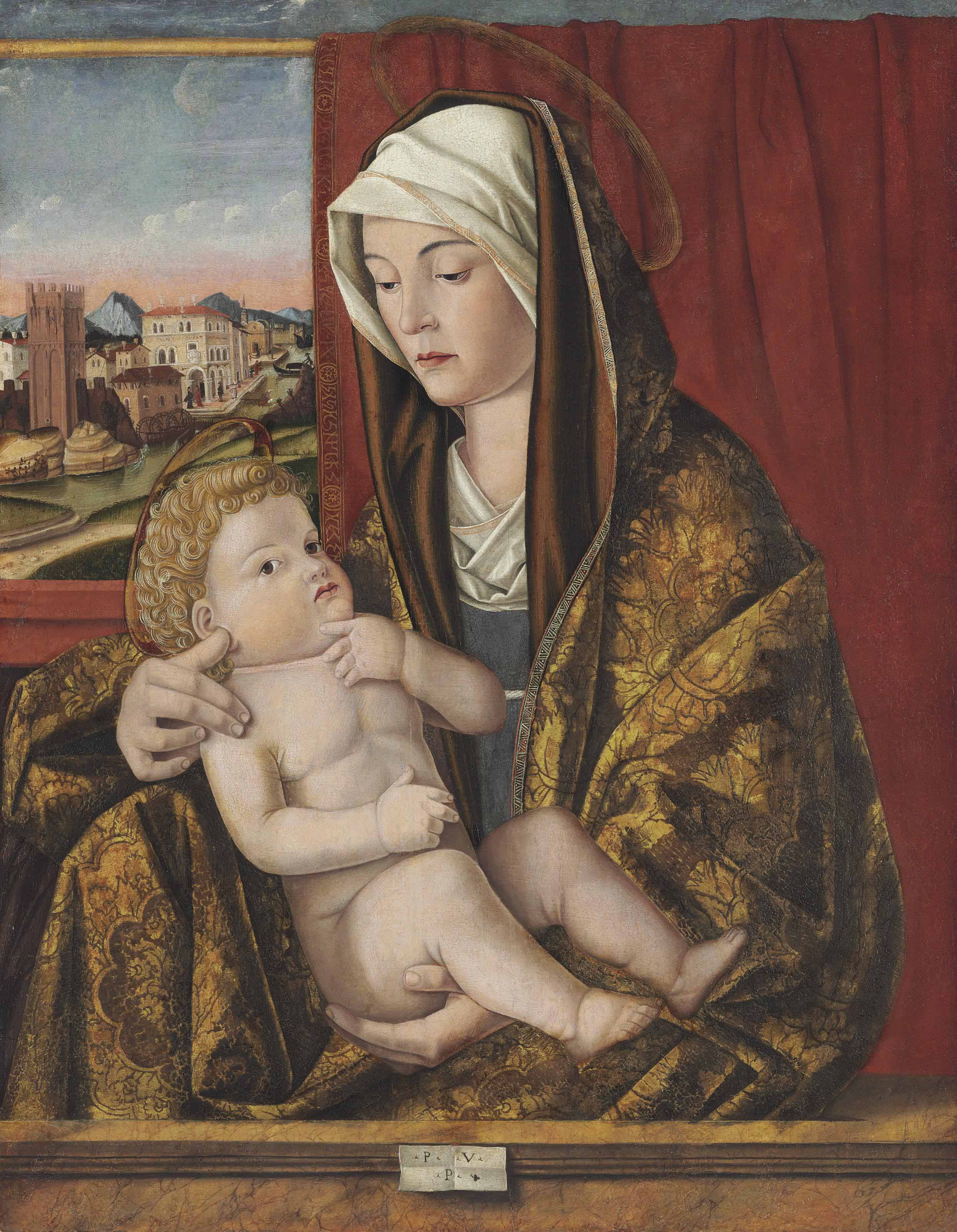
Мадонна с Младенцем. Между 1490 и 1495. Дерево, масло. Боннефантенмузеум, Маастрихт
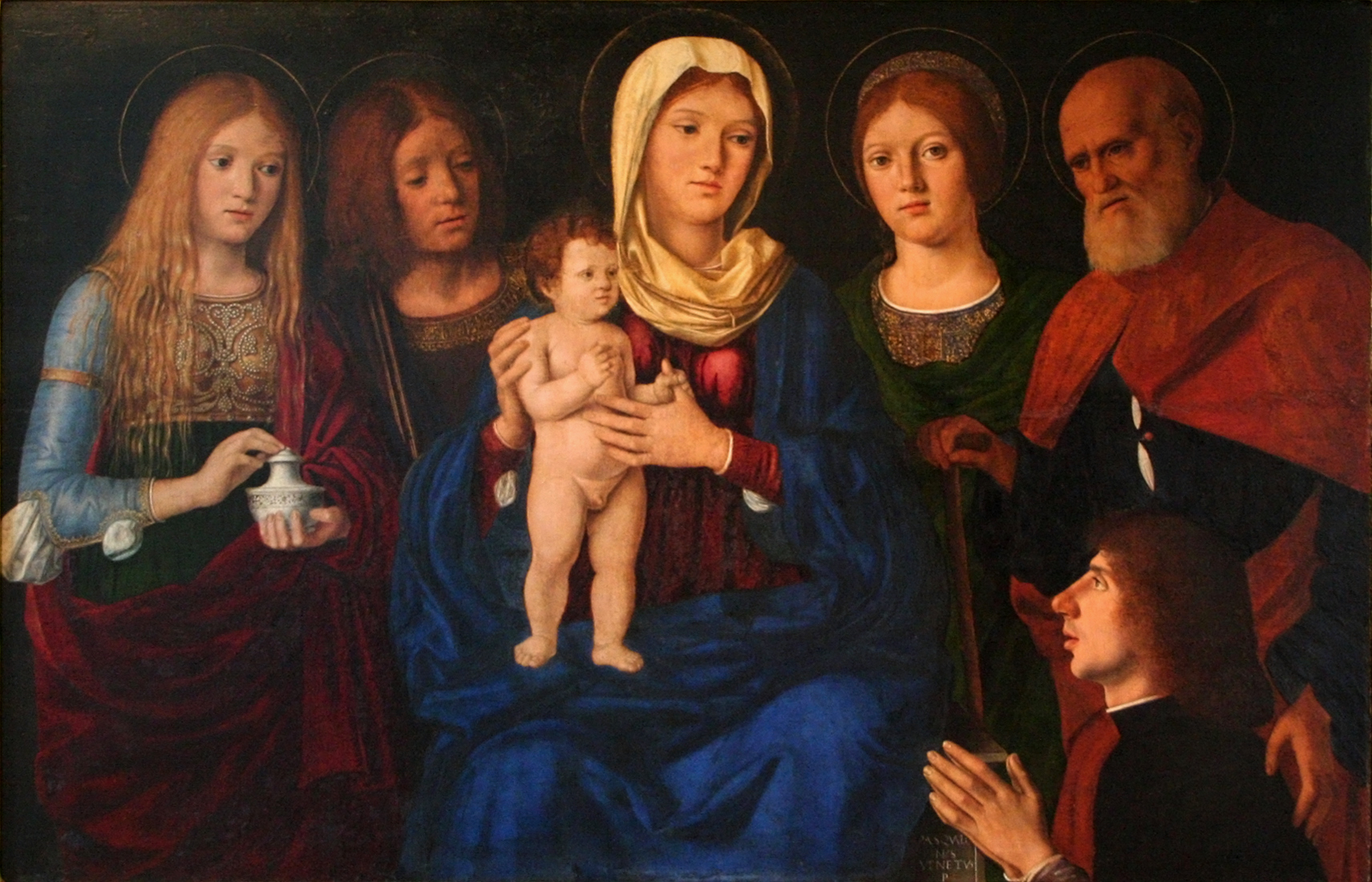
Мадонна с Младенцем, Марией Магдалиной, Иоанном Евангелистом, Иосифом (?), неизвестной святой и донатором. 1502. Дерево, масло. Национальная галерея, Прага